# Johannes Baptiste Franzelin
Johannes Baptiste Franzelin (Aldino, 15 aprile 1816 – Roma, 11 dicembre 1886) è stato un cardinale austriaco.
Di umili origini, era figlio di Pellegrino Franzelin e di Anna Wieser.

## Biografia
Dopo aver frequentato il ginnasio francescano a Bolzano, nel 1834 entrò nella Compagnia di Gesù  e compì il suo noviziato nella città austriaca di Graz.
Compì gli studi superiori in alcune scuole religiose austriache per poi giungere a Roma, studiare nel Collegium Romanum ed infine alla Pontificia Università Gregoriana, che però dovette lasciare a seguito dei moti del 1848.
Nel 1849 fu ordinato sacerdote. Fu professore di teologia dogmatica, lingua aramaica, lingua siriaca e lingua caldea a Roma.
Fu teologo pontificio per il Concilio Vaticano I. Pubblicò numerosi testi di teologia altamente apprezzati. Nel 1870 pubblicò il "tractatus de divina traditione et ispiratione", in cui applicò a Dio il concetto di autore letterario della Sacra Scrittura, distinguendo tra elemento formale (idee e concetti) e materiale (le parole che li esprimono.
Papa Pio IX lo elevò al rango di cardinale nel concistoro del 3 aprile 1876 e gli assegnò il titolo dei Santi Bonifacio e Alessio.
Partecipò al conclave del 1878 che elesse papa Leone XIII.
Fu prefetto della Congregazione per le Indulgenze e le Sacre Reliquie dal marzo 1885.
Non ricevette mai la consacrazione episcopale.
Alla sua morte la salma venne inumata nella cappella dell'Ordine nel Cimitero del Verano.